# Ribbecksmeierei

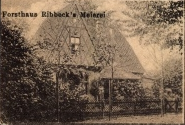
Forsthaus Ribbeck’s Meierei, Ausschnitt einer historischen Postkarte

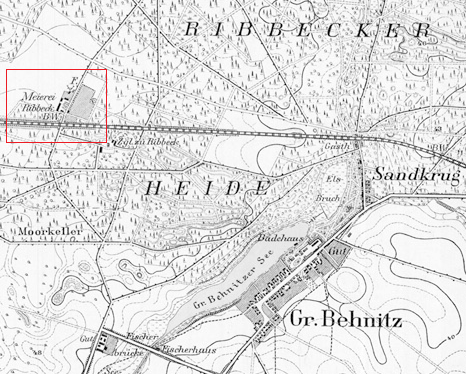
Ribbecksmeierei (rot umrahmt) – Ausschnitt Messtischblatt von 1880

Ribbecksmeierei ist ein wüst gefallenes ehemaliges Vorwerk von Ribbeck, heute im Ortsteil Ribbeck der Stadt Nauen im brandenburgischen Landkreis Havelland gelegen. Das Vorwerk lag in einem bewaldeten Gebiet, etwa fünf Kilometer südwestlich des Ortskerns von Ribbeck und rund zwei Kilometer nordwestlich von Groß Behnitz, unmittelbar nördlich der in ost-westlicher Richtung verlaufenden Bahnstrecke Berlin–Lehrte.

## Geschichte
Bereits 1716 sind zwei Schäfereien des von Ribbeckschen Gutes in der Ribbecker Heide verzeichnet, „von welchen eine die Uhlenburg heißet“. Gemeint ist damit das ebenfalls wüst gefallene, rund 3,5 Kilometer nordwestlich gelegene Vorwerk Uhlenburg, an dessen Stelle im Schmettauschen Kartenwerk, das in den Jahren von 1767 bis 1787 erstellt wurde, der Name Uhlenburgsche Schaefferey (Schäferei) verzeichnet ist. Das spätere Vorwerk Ribbecksmeierei ist wiederum als Ribbecksche Schaefferey (Schäferei) verzeichnet.
1745 erfolgt eine Erwähnung als zum Gut Ribbeck zugehörige Schäferei und Meierei, 1800 als Meierei und Försterei mit drei Feuerstellen und dreizehn Bewohnern. 1840 sind in Ribbecksmeierei 36 Bewohner in vier Wohnhäusern verzeichnet, 1858 vierzig Bewohner. 1860 wird Ribbecksmeierei als Vorwerk mit vier Wohn- und elf Wirtschaftsgebäuden genannt. 1925 sind nur noch 28 Bewohner verzeichnet. Wann genau die Ansiedlung wüst fiel, ist nicht bekannt.
An die Vorwerke Ribbecksmeierei und Uhlenburg erinnern heute noch die Straßennamen Zur Meierei und Uhlenburger Weg, die in südlicher Richtung vom Ribbecker Ortskern wegführen.